# Freiburg (Breisgau) Güterbahnhof
Freiburg (Breisgau) Güterbahnhof is een spoorwegstation in de Duitse plaats Freiburg im Breisgau.  Het station werd in 1905 geopend. 